# Dicheranthus plocamoides
Espèce
Dicheranthus plocamoides est une espèce de plantes de la famille des Caryophyllaceae, la seule appartenant au genre monotypique Dicheranthus Webb. Elle est endémique de La Gomera, une des îles Canaries.